# Eixen
Eixen ist eine Gemeinde im Landkreis Vorpommern-Rügen. Die Gemeinde liegt südöstlich von Ribnitz-Damgarten. Seit dem 13. Februar 2004 gehört die Gemeinde zum Amt Recknitz-Trebeltal mit Sitz in der Stadt Tribsees.

## Geografie und Verkehr
Eixen liegt etwa sieben Kilometer nordöstlich von Bad Sülze und gute acht Kilometer nördlich von Tribsees. Die Bundesautobahn 20 ist über die Anschlüsse Tribsees (ca. 15 km) und Bad Sülze (ca. 14 km) zu erreichen. Im Süden grenzt die Recknitz an das Gemeindegebiet. Hier befindet sich das Naturschutzgebiet Unteres Recknitztal. Der einzig nennenswerte See im Gemeindegebiet ist der Eixener See.

### Ortsteile
- Bisdorf
- Ravenhorst (Alt- und Neu-Ravenhorst)
- Spiekersdorf
- Leplow
- Forkenbeck
- Kavelsdorf
- Stormsdorf
- Wohsen
- Eixen

## Geschichte
Bronzezeitliche Spuren zeigten sich mit der Entdeckung des Pferdegeschirrdepots von Stormsdorf. Nach kurzer Zugehörigkeit zum Fürstentum Rügen fiel Eixen 1326 an das Herzogtum Pommern.
Nach dem Dreißigjährigen Krieg bis 1815 gehörte die Gegend zu Schwedisch-Pommern und danach zur preußischen Provinz Pommern. Der Ort war bis 1952 Teil des Landkreises Franzburg-Barth und gehörte danach bis 1994 zum Kreis Ribnitz-Damgarten im Bezirk Rostock.
Die Gemeinde Eixen mit seiner Gemarkung in der jetzigen Größe besteht seit dem 13. Juni 1999. Dabei fusionierten die Gemeinden Eixen, Kavelsdorf und Ravenhorst zur Großgemeinde Eixen. Seit dem 15. Februar 2004 gehört die Gemeinde zum Amt Recknitz-Trebeltal, zuvor gehörte die Gemeinde zum Amt Bad Sülze.
Eixen und Bisdorf wurden erstmals urkundlich 1248 erwähnt, als Fürst Jaromar II. von Rügen die Gegend dem Bischof von Schwerin schenkte. Der Ortsteil Eixen wurde nach dem Gründer Ritter Henricus de Ecse benannt. Er stammte aus dem Dorfe Eichsen, welches heute Mühlen Eichsen ist. 1322 wurde Kavelsdorf als Kaboldesdorf erwähnt. Die erste Erwähnung war bereits 1226. Eixen und Bisdorf blieben lange als Rittergüter im Verbund. So war Axel Graf von Wachtmeister-Bassendorf auch der gemeinsame Gutsherr für beide Besitzungen. Eixen wurde, um die anderen Besitze der genannten Familie zu halten, nach der Wirtschaftskrise 1929/30 aufgesiedelt. Eixen als Restgut wiederum mit 116 ha kam in die Hand des Landwirts Richard Krüger. Rittergut Bisdorf dagegen wurde Teil des Majorats Hohendorf des Rittmeisters Herbert Graf von Klot-Trauvetter (1896–1977).   Als Pächter fungierte Herbert Wichmann. Rittergut Bisdorf umfasste 1939 etwa 441 ha nach amtlicher Statistik.
Forkenbeck wurde nach 1226 erwähnt, als Ritter Arnoldus de Vorkenbeke aus dem westfälischen Dorf Forkenbeck (in Münster) sich hier ansiedelte, aber mit der späteren gleichnamigen Briefadelsfamilie nicht im Kontext steht. Das Gut besaßen danach u. a. die Familien von Hagens (bis 1370) und von Behr bzw. von Behr-Negendank. 1871 bestand der Ort aus fünf Wohngebäuden für 18 Familien. 118 Einwohner sind verzeichnet, davon 29 gebürtig in Forkenbeck. Ende der 1920er-Jahre erfolgte unter wirtschaftlichen Druck die Aufsiedlung des Gutes. 1952 entstand die LPG Rosa Luxemburg, die sich später mit der LPG Eixen vereinigte. Das eingeschossige Gutshaus stammt von um 1800.

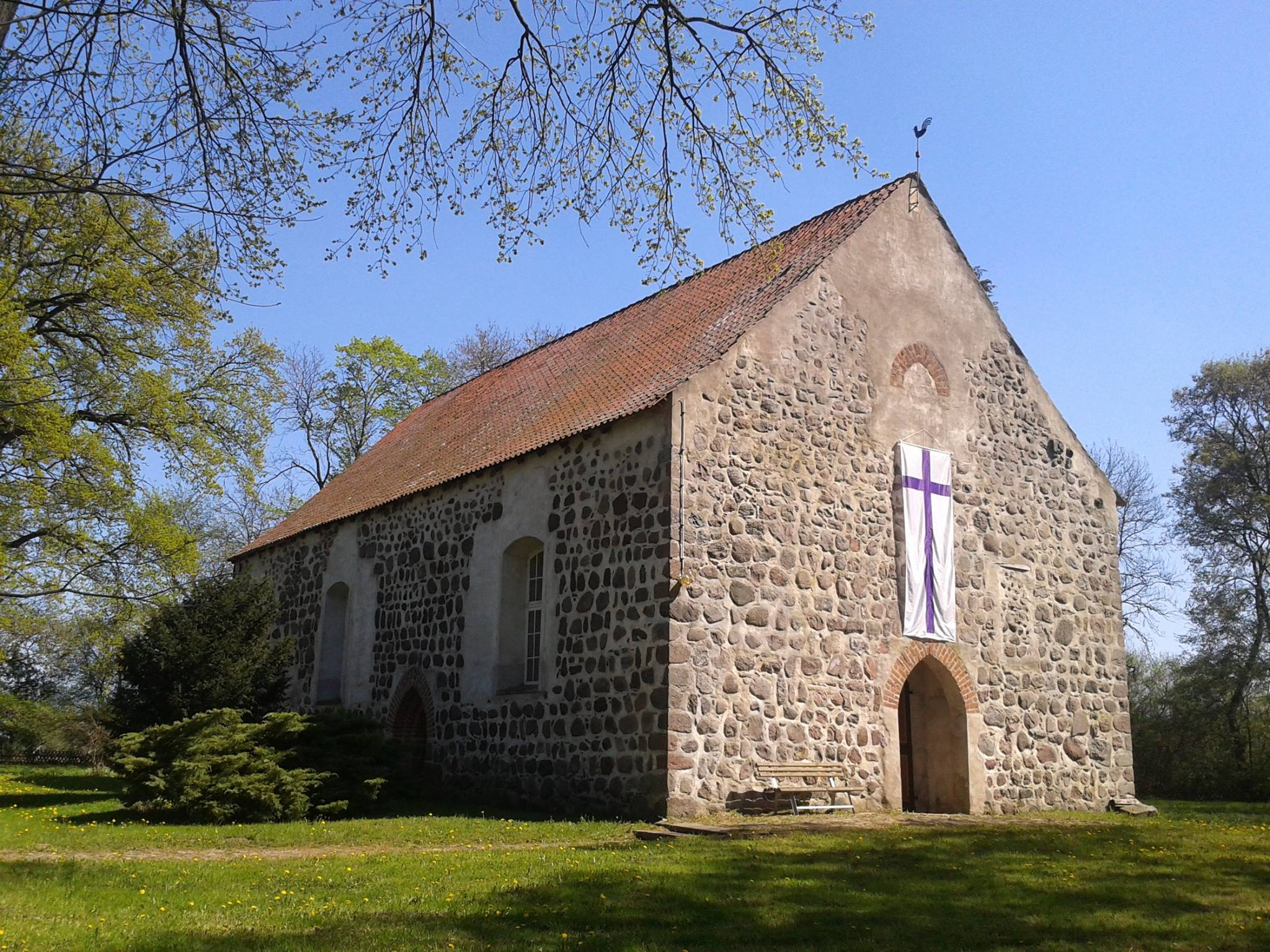
St. Katharinenkirche in Leplow

Kavelsdorf: Vermutlich befand sich hier im frühen Mittelalter bereits eine Burg mit Standort am Kirchhof. 1301 schenkte Fürst Nicolaus II. von Werle dem Ritter von Kabold hier eine Hufe. Das Gut soll im 14. Jahrhundert dem Geschlecht Rüze gehört haben, später dann dem Adelsgeschlecht Oertzen-Gorow, etwa bis Ende des 17. Jahrhunderts. Die Familie führte in Kavelsdorf ein eigenes Erbbegräbnis in der Kirche. In jüngerer Zeit gehörte Kavelsdorf den Behr-Negendanck. Vertreter dieser Familie auf Kavelsdorf waren Hermann von Behr-Negendank (1801–1887), der für seine Güter mit Forkenbeck und Ravenshorst einen Familienfideikommiss führte und seinen Hauptsitz auf Passow bei Lübz einnahm. Er war zugleich mecklenburgischer Kammerherr und Mitglied des Johanniterordens. Mit Hugold von Behr übernahm einer seiner jüngsten Söhne die Kavelsdorfer Besitzungen und war ebenso Johanniterritter.
Leplow: Die Ortschaft wurde in der Erstnennung Lepelowe betitelt. Das eingeschossige Herrenhaus Leplow mit einem mittigen Zwerchgiebel wurde 1850 errichtet. Nach alten Matrikeln war die Familie Hecht 1852 im Besitz des Rittergutes. 1859 betrug die Anzahl der Einwohner 105. Um 1914 hieß der Gutsbesitzer Paul Hecht, sein Flächeneigentum beinhaltete 550 ha Land. Nach 1945 wurden im Gutshaus dann Wohnungen, ein Gemeinderaum und ein kleiner Laden eingerichtet.
Ravenhorst: Das eingeschossige Gutshaus wurde zwischen 1806 und 1830 als Fachwerkbau errichtet. Drei Jahrzehnte später, 1863, bestanden in Ravenhorst, Alt- und Neu, acht Wohnhäuser, und 109 Einwohner lebten dort. Ravenhorst-Alt galt als Rittergut, Neu-Ravenhorst als gutsherrliches Vorwerk. Um 1870 wurde die Gemarkung weiterhin mit Ravenhorst, Alt und Neu, namentlich geführt. Letzte Gutsbesitzer war die Familie von Behr-Negendank. Zum Rittergut Ravenhorst gehörte Alt-Ravenhorst. Seit nach 1945 befindet es sich im Besitz der Gemeinde und wird bewohnt.
Spiekersdorf: Das Gutshaus ist ein Fachwerkbau mit Mittelrisalit aus dem 18. Jahrhundert. Der Ort hatte 71 Einwohner. Spiekersdorf, vormals Spikersdorf, 319 ha des Rittergutes, gehörte mindestens seit der Mitte des 19. Jahrhunderts der gräflichen Familie von Wachtmeister-Eixen-Bassendorf. Das Gut selbst wurde durch die jeweiligen Besitzer nicht direkt betrieben, sondern verpachtet, u. a. an die Familie von Kirchbach, vertreten durch Oberleutnant Oskar von Kirchbach. Die Familie von Wachtmeister besaß Gut Spiekersdorf bis nach 1914. Nach dem letztmals 1939 amtlich publizierten Güter-Adressbuch-Pommern wurde das einstige Rittergut Spiekersdorf aufgesiedelt. Das so genannte Restgut mit 98 ha betreute August Lerchner.

## Politik
Der seit 2009 amtierende bis dahin parteilose Bürgermeister der Gemeinde, André Bonitz, trat Anfang Mai 2012 der Piratenpartei bei. Damit war Eixen deutschlandweit die erste Gemeinde, in der die Piratenpartei einen Bürgermeister stellte. Seit der Kommunalwahl 2015 bis zur Wahl 2024 vertrat Andre D. Bonitz die Gemeinde Eixen wieder als parteiloser Bürgermeister. Bei der Kommunalwahl 2024 wurde Olaf Bleck zum Bürgermeister gewählt.

### Wappen
| Wappen von Eixen | Blasonierung: „Über goldenem Wellenschildfuß, darin ein schwarzes Hirschgeweih mit Grind, in Blau eine bewurzelte goldene Eiche mit neun goldenen Früchten, darauf in einem Herzschild in Grün ein goldener, silbern bewehrter Adler.“ |
| Wappen von Eixen | Wappenbegründung: Da auf dem Gemeindegebiet der inzwischen seltene Schreiadler zu finden ist, wurde dieser als Wappenfigur von der Gemeindevertretung ausgesucht. Die Eichensymbolik bezieht sich auf den Ortsnamen. Neun Eicheln auf dem Wappen symbolisieren die neun Ortsteile der Gemeinde. Das Hirschgeweih steht für Jagdtradition und -schule und der Wellenschildfuß bezieht sich auf die Seen auf dem Gemeindegebiet. Die verwendeten Symbole geben landschaftliche und volksetymologische Besonderheiten der Gemeinde angemessen wieder. Das Wappen wurde vom Weimarer Heraldiker Michael Zapfe gestaltet, am 26. Juni 2017 durch das Ministerium des Innern genehmigt und unter der Nr. 363 der Wappenrolle des Landes Mecklenburg-Vorpommern registriert. |

## Sehenswürdigkeiten
- St. Georgskirche (Eixen)
- Katharinenkirche (Leplow)

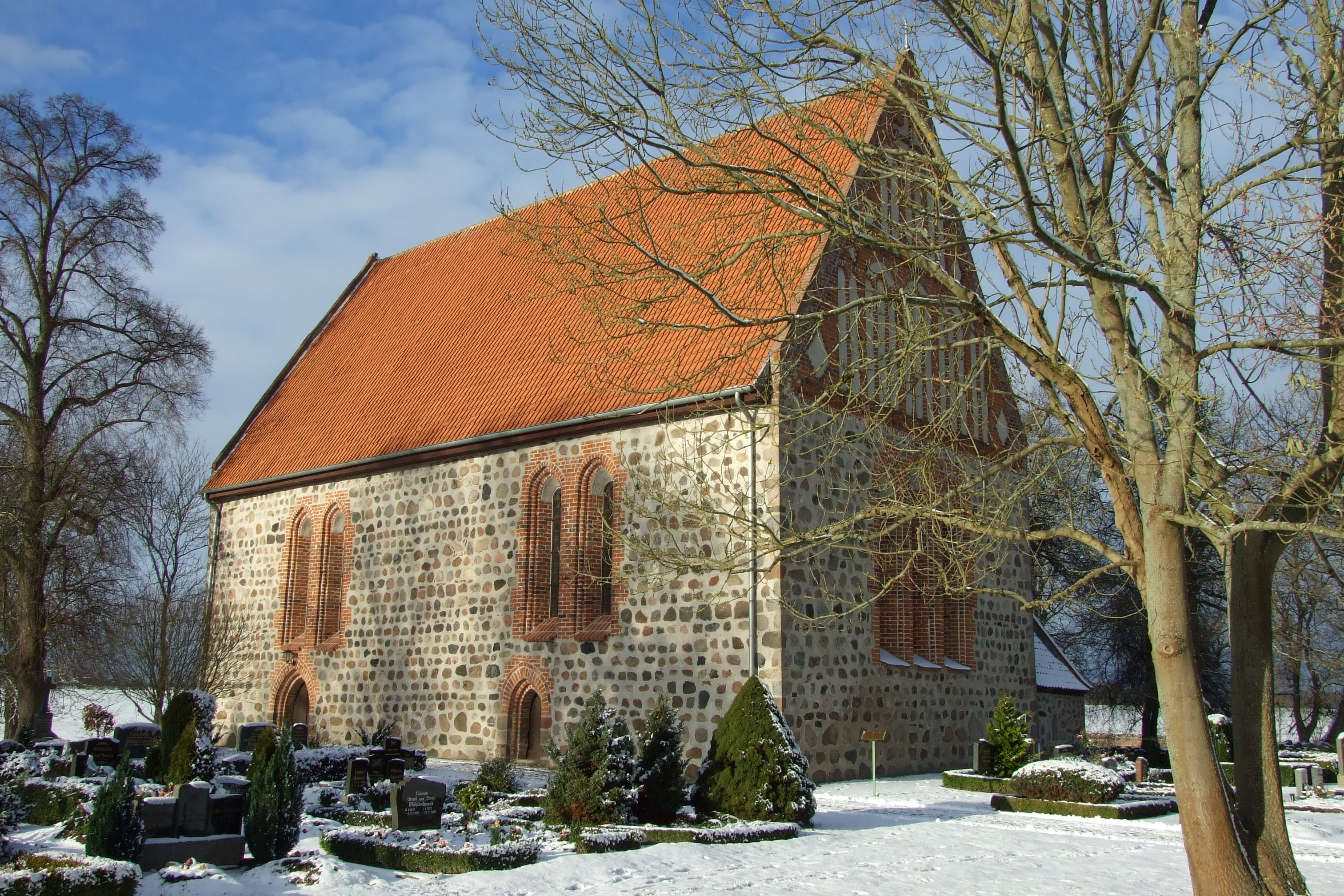
Dorfkirche in Eixen

- Gutshof Ravenhorst mit Kunsthandwerksateliers
- Freizeit- und Erholungsgebiet Eixener See
- Aussichtsturm am Eixener See
- Turmhügel Kavelsdorf
- Eixener Angelteiche
- Spiekersdorfer Seefest: Der Teich brennt

### Kunstwanderungen
Seit 2016 ist die Eixener St. Georgskirche mit zwei Modulen Bestandteil des digitalen Bildungsangebotes der Nordkirche. In Form von Reiseberichten aus Dorf- und Stadtkirchen werden kunst- und kulturhistorischen Hintergrundinformationen über die Sakralkunst des Ostseeraumes vermittelt.

## Persönlichkeiten
- Herbert Bergmann (* 1929), Politiker (DBD) und LPG-Vorsitzender